# Gabor Dessau
Gabor Dessau (27. června 1907, Perugia - 16. listopadu 1983, Pisa) byl italský mineralog s německými a moravskými židovskými kořeny.

## Život
Gabor Dessau se narodil v Itálii jako syn Bernarda Dessaua fyzika německého židovského původu a jeho manželky malířky Emmy Dessau-Goiteinové z rozsáhlé rodiny rabínů a učenců Goiteinových původem z moravského Kojetína.
Gabor Dessau studoval od roku 1924 obor hornictví na unierzitách v Pise a Římě. Po získání doktorátu v roce 1929 pracoval několik let na Mineralogickém institutu Technické univerzity v Berlíně.
V letech 1945 až 1949 byl technickým poradcem UNESCO v Haifě. V letech 1951-1955 byl profesorem (“professore incaricato”) pro výzkum nerostných ložisek na Neapolské univerzitě a v letech 1957-1959 a od roku 1961 na univerzitě v Pise. Od roku 1960 do roku 1962 byl výzkumným pracovníkem na Harvardově univerzitě.
Gabor Dessau zemřel 16. listopadu roku 1983 v italské Pise.
Byl po něm pojmenován minerál Dessauit-(Y).  